# Alive! (Kiss-album)
Alive! er det første live album, og det fjerde samlet, af det amerikanske hardrockband Kiss. Det betragtes som deres gennembrud og et vartegn for live-albummer.